# آرمسترانگ سیدلی تایگر
آرمسترانگ سیدلی تایگر (به انگلیسی: Armstrong Siddeley Tiger) یک موتور هواگرد ساختِ کارخانهٔ آرمسترانگ سیدلی در کشور بریتانیا است.